# Лю Цзыгэ
Лю Цзыгэ́ (кит. упр. 刘子歌, пиньинь Liú Zǐgē, р.31 марта 1989) — китайская пловчиха, олимпийская чемпионка 2008 года на дистанции 200 метров баттерфляем, чемпионка мира.
Лю Цзыгэ родилась в 1989 году в Бэньси провинции Ляонин. На международной арене она дебютировала в 2005 году, на чемпионате мира, но там она финишировала лишь 20-й, и не была замечена общественностью. Поэтому её выступление на Олимпийских играх 2008 года в Пекине произвело сенсацию: эта неизвестная китаянка не только финишировала первой на дистанции 200 м баттерфляем, но и установила при этом новый мировой рекорд. На чемпионате мира 2009 года она на этой же дистанции была второй, уступив полсекунды Джессике Шиппер из Австралии, а на чемпионате мира 2011 года — третьей. В 2010 году на чемпионате мира по плаванию по плаванию на короткой воде она завоевала золотую медаль в комбинированной эстафете.